# Kamjanka (Polohy)
Kamjanka (ukrainisch Кам'янка; russisch Каменка Kamenka, bis 2021 Bilmak, bis 2016 Kujbyschewe) ist eine Siedlung städtischen Typs in der ukrainischen Oblast Saporischschja mit 7200 Einwohnern (2015). Sie war bis Juli 2020 das administrative Zentrum des gleichnamigen Rajons Bilmak. Seitdem gehört das Gebiet zum neuen Rajon Polohy.

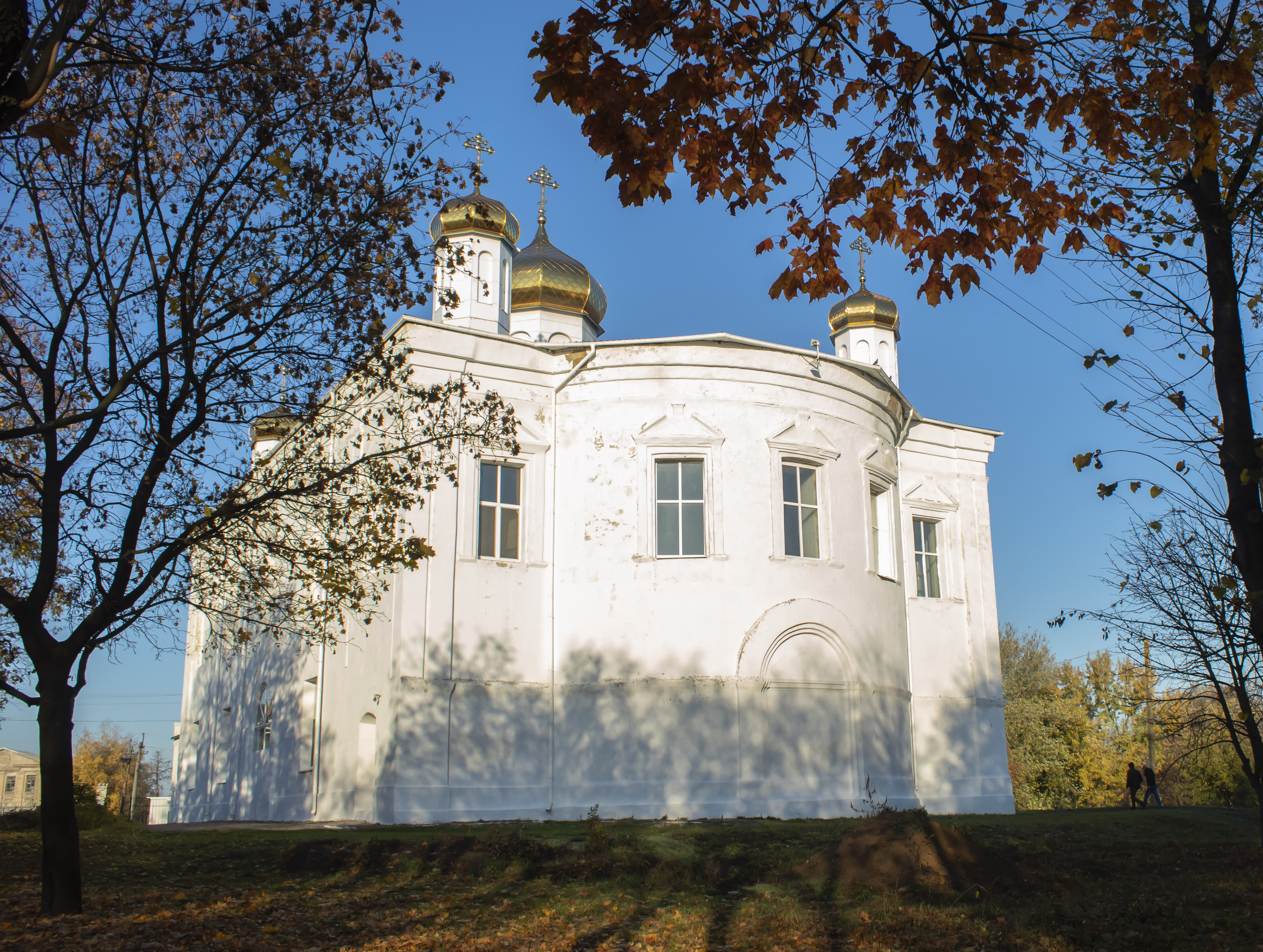
Kirche

## Geographie
Kamjanka liegt im Asowschen Hochland im Osten der Oblast Saporischschja 138 km südöstlich vom Oblastzentrum Saporischschja am Ufer des Flusses Kamjanka (ukrainisch Кам'янка), einem kleinen Nebenfluss des Hajtschul. 5 Kilometer südöstlich von Kamjanka liegt die Siedlung städtischen Typs und Eisenbahnknoten Komysch-Sorja.

## Geschichte
Gegründet wurde der Ort 1782 von Einwanderern aus der Provinz Poltawa mit dem ursprünglichen Namen Kamjanka (ukrainisch Кам'янка), nach dem am Ort fließenden Fluss. In der ersten Hälfte des 18. Jahrhunderts wurde die Siedlung Belmanka (ukrainisch Бельманка) genannt.
Aufgrund der Migration von Bauern aus den nördlichen Provinzen der Ukraine wuchs die Bevölkerung rasch, sodass im Jahre 1795 bereits 159 Männer und 130 Frauen das Dorf bewohnten. Im Jahr 1859 war die Bevölkerung auf 4451 Menschen gewachsen. Die Siedler waren hauptsächlich in der Viehhaltung und der Landwirtschaft tätig.
Ab 1845 hieß das Dorf Zarekostjantyniwka (ukrainisch Царекостянтинівка) und wurde 1926 in Perschotrawnewe (ukrainisch Першотравневе) umbenannt. Von 1930 bis 1935 hieß das Dorf dann wieder Zarekostjantyniwka und trug anschließend bis zum 12. Mai 2016 den Namen Kujbyschewe (ukrainisch Куйбишеве), danach wurde er im Rahmen der ukrainischen Dekommunisierung auf Bilmak (Більмак) in Anlehnung an den historischen Namen im 18. Jahrhundert umbenannt. Am 6. Oktober wurde der Ort erneut auf seinen ursprünglichen historischen Namen Kamjanka umbenannt.
Am 6. Oktober 1941 wurde der Ort von der Wehrmacht besetzt und am 15. September 1943  von der Roten Armee befreit.
Seit 1957 hat Kamjanka den Status einer Siedlung städtischen Typs.

## Verwaltungsgliederung
Am 10. August 2018 wurde die Siedlung zum Zentrum der neugegründeten Siedlungsgemeinde Bilmak (Більмацька селищна громада/Bilmazka selyschtschna hromada). Zu dieser zählten auch die 7 in der untenstehenden Tabelle aufgelisteten Dörfer, bis dahin bildete sie zusammen mit den Dörfern Dubowe, Hruske, Trudowe und Tscherwone-Osero die gleichnamige Siedlungsratsgemeinde Bilmak (Більмацька селищна рада/Bilmazka selyschtschna rada) im Süden des Rajons Bilmak.
Am 12. Juni 2020 kamen noch die Dörfer Beresiwka, Hoholiwka, Nowoukrajinka, Samijliwka, Smile, Switle, Tscherwonoseliwka und Wesseloiwaniwske zum Gemeindegebiet, Ende 2021 wurde die es auf Siedlungsgemeinde Kamjanka (Кам'янська селищна рада/Kamjanska selyschtschna hromada) umbenannt.
Am 17. Juli 2020 kam es im Zuge einer großen Rajonsreform zum Anschluss des Rajonsgebietes an den Rajon Polohy.
Folgende Orte sind neben dem Hauptort Kamjanka Teil der Gemeinde:
| Name                     | Name             | Name                                  |
| ukrainisch transkribiert | ukrainisch       | russisch                              |
| ------------------------ | ---------------- | ------------------------------------- |
| Bereschne                | Бережне          | Бережное (Bereschnoje)                |
| Beresiwka                | Березівка        | Березовка (Beresowka)                 |
| Bilmanka                 | Більманка        | Бельманка (Belmanka)                  |
| Druschne                 | Дружне           | Дружное (Druschnoje)                  |
| Dubowe                   | Дубове           | Дубовое (Dubowoje)                    |
| Hoholiwka                | Гоголівка        | Гоголевка (Gogolewka)                 |
| Hruske                   | Грузьке          | Грузское (Gruskoje)                   |
| Hussarka                 | Гусарка          | Гусарка                               |
| Marjaniwka               | Мар'янівка       | Марьяновка (Marjanowka)               |
| Myrske                   | Мирське          | Мирское (Mirskoje)                    |
| Nowoukrajinka            | Новоукраїнка     | Новоукраинка (Nowoukrainka)           |
| Otscheretuwate           | Очеретувате      | Очеретоватое (Otscheretowatoje)       |
| Probudschennja           | Пробудження      | Пробуждение (Probudschenije)          |
| Samijliwka               | Самійлівка       | Самойловка (Samoilowka)               |
| Smile                    | Сміле            | Смелое (Smeloje)                      |
| Switle                   | Світле           | Светлое (Swetloje)                    |
| Trudowe                  | Трудове          | Трудовое (Trudowoje)                  |
| Tscherwone Osero         | Червоне Озеро    | Червоное Озеро (Tscherwonoje Osero)   |
| Tscherwonoseliwka        | Червоноселівка   | Червоноселовка (Tscherwonoselowka)    |
| Werschyna                | Вершина          | Вершина (Werschina)                   |
| Wesseloiwaniwske         | Веселоіванівське | Веселоивановское (Wesseloiwanowskoje) |

## Bevölkerung
| 1795 | 1859 | 1959 | 1970 | 1979 | 1989 | 2001 | 2013 |
| ---- | ---- | ---- | ---- | ---- | ---- | ---- | ---- |
| 289  | 4451 | 7018 | 6721 | 7914 | 8856 | 8134 | 7234 |

Quelle: